# Kirko Bangz
Kirk Jerel Randle, más conocido como Kirko Bangz (20 de agosto, de 1989), es un rapero, cantante, escritor de canciones, y productor discográfico que actualmente esta fichado en la discográfica  Atlantic Records. Bangz Empezó a rapear a la edad de quince años, vivió solo con su madre y vio como ella lucho siendo madre soltera. Es más conocido debido a su sencillo, "Drank In My Cup" qué se estrenó en 2011 y alcanzó el número 28 en la Billboard Hot 100.

## Primeros años
Kirko Bangz nació como Kirk Jerel Randle en Houston, Texas. Él se graduó de la escuela secundaria "North Shore High School" y asistió a la universidad "Prairie A&M University" donde él se graduó en comunicaciones.

## Carrera musical
En la universidad Bangz fue capaz de centrarse en su carrera musical, y en 2009 estreno su primer mixtape "Procrastination kills". Gracias a este consiguió la atención de D. Will, quien en ese entonces estudiaba en la misma universidad que Bangz pero actualmente es mánager de este. Bangz estreno su primer sencillo oficial titulado "What Yo Name Iz?" El 7 de febrero, de 2011. Este fue el primer hit importante en su carrera y empezó solo como un freestyle.. Debutó en el número cuarenta y uno en el Hot Hip-Hop Songs Chart. Gracias al éxito de "What Yo Name Iz?" Bangz creó un remix de la canción y se estrenó el 24 de junio, de 2011 y contaba con la aparición de los raperos Big Sean, Wale y Bun B. Poco tiempo después Kirko Bangz estreno un mixtape el cual tituló Procrastination Kills 3. y Estreno su segundo sencillo el cual tituló "Drank In My Cup" se estrenó el 16 de septiembre, de 2011.. Durante la semana del 25 de febrero, de 2012, el sencillo debutó en el número noventa y seis de la Billboard Hot 100. y después logró llegar al número 28 en el Hot Rap Songs Chart. La canción engendró muchos remixes y freestyles que hicieron artistas como J. Cole, 2 Chainz, Tyga, Bow Wow (rapero), Kid Ink, Chamillionaire, y el cantante Trey Songz. Bangz Liberó un nuevo mixtape el cual llamó "Procrastination Kills 4" y estreno el 4 de septiembre, de 2012. junto con un sencillo titulado "Keep It Trill" que estreno el 30 de noviembre, de 2012..
El 26 de marzo, de 2013,  fue anunciado que Bangz sería parte del "Freshman Class 2013" de la revista "XXL". Tres días más tarde anunció que el título de su álbum debut sería, Bigger Than Me. El 4 de julio, de 2013, Bangz anunció que sacaría otro mixtape llamado, Progression 3 y saldría el 1 de agosto, de 2013 antes de sacar su álbum debut. también reveló la cubierta para el mixtape. Tiempo después anunció que el Mixtape sería lanzado una semana después de lo previsto. El mixtape salió el 12 de agosto, de 2013. y contó con apariciones de Wale, Nipsey Hussle, French Montana, Z-Ro, Paul Wall, YG, y Slim Thug entre otros. La producción estuvo manejada por K.E. On The Track, DJ Mustard, y Jahlil Beats entre otros. Bangz fue movido a Atlantic Records que es subsidiaria de Warner Music Group. El 28 de enero de 2014, Bangz liberó el primer sencillo de su álbum el cual llamó "Hoe" con colaboración de YG y Yo Gotti. Su álbum debut sería liberado durante 2014 por Atlantic Records. Del 6 de marzo al 17 de abril de 2014, Kirko Bangz estuvo de gira junto con el rapero Bun B en "The Trillest Tour". En diciembre 16, Bangz estreno otro mixtape titulado "Progression V: Young Texas Playa", el cual estuvo producido principalmente por Austinite Kydd Jones y Sound M.O.B. (Quien produjo el Sencillo "Drank In My Cup" anteriormente); El mixtape contaba con artistas muy conocidos en la escena del Rap de Texas. Bun B y Riff Raff.

## Discografía
Álbumes de estudio
- Bigger Than Me (2015)

Mixtapes
- Procrastination Kills (2009)
- Progression (2009)
- Procrastination Kills 2 (2010)
- Procrastination Kills 3 (2011)
- Progression 2: A Young Texas Playa (2012)
- Procrastination Kills 4 (2012)
- Progression 3 (2013)
- Progression 4 (2014)
- Progression V: Young Texas Playa (2014)